# Famille de Vitré
Pour les articles homonymes, voir Famille de Vitré (homonymie).
Cette page explique l’histoire ou répertorie les différents membres de la famille de Vitré.
La famille de Vitré, dite des Robert-André par opposition à celle des Goranton-Hervé, est une puissante famille bretonne issue de  Riwallon le Vicaire, seigneur de Marcillé né à la fin du Xe siècle. Louis du Bois parle, quant à lui, de la maison de Rennes puisque, à l'image d'autres historiens anciens comme Arthur de La Borderie ou Pierre Le Baud, il a pu imaginer une filiation remontant au comte de Rennes Juhel Bérenger via un de ses fils dont on sait aujourd'hui qu'il est fictif.
Principalement établie à la tête de la baronnie de Vitré, cette famille a plus largement détenu de nombreux fiefs ; peu à peu, à partir du XIe siècle, elle a compté dans ses membres des personnages parmi les plus influents de leur temps. À son extinction en 1254 au décès de Philippa de Vitré, son héritage a échu à la deuxième maison de Laval, dont les descendants se sont constitué une puissante principauté bicéphale entre Vitré et Laval appelée à jouer un rôle important dans les relations franco-bretonnes.

## Châteaux
La principale résidence des barons de Vitré fut le château de Vitré. Le premier, en bois, édifié à la place de l'actuelle église Sainte-Croix, fut construit par Riwallon de Vitré et fut brulé sous son fils, Tristan de Vitré. Le deuxième fut construit au milieu du XIe siècle par son petit-fils, Robert Ier de Vitré.

Tristan de Vitré devint titulaire du château de Châtillon-en-Vendelais par son mariage vers 1030 avec Enoguen. En tant que barons de Vitré, ils possédaient de plus, les châtellenies de Marcillé, du Désert, de Mézières et du Pertre.
Le dernier de la lignée, André III de Vitré, aurait été à l'origine de la fondation du château de Chevré.

## Seigneuries
La famille de Vitré posséda plusieurs seigneuries en sus de la baronnie de Vitré :
- baronnie de Vitré, de 1008 à 1254
- seigneurie de Châtillon-en-Vendelais, d'environ 1030 à 1254
- seigneurie de Chevré, de 1134 (?) à 1254
- vicomté de Rennes, jusqu'en 1254
- comté de Mortain, de 1106 à 1112
- seigneurie de Dinan, de 1186 à 1238

Les quatre premières seigneuries échurent en 1254 à Guy VII de Laval, mari de Philippa de Vitré.

## Branches légendaires
Les anciens généalogistes comme Augustin du Paz donnaient à la famille de Vitré deux branches cadettes : la famille d'Acigné et la famille de Marcillé-Robert, par des fils puinés de Riwallon de Vitré.

Ces anciens rattachements sont aujourd'hui considérés comme restant à prouver.